# Dianella intermedia
Dianella intermedia là một loài thực vật có hoa trong họ Thích diệp thụ. Loài này được Endl. miêu tả khoa học đầu tiên năm 1833.